# Beata Glinka
Beata Anna Glinka (ur. 1973) – polska badaczka organizacji, profesor nauk ekonomicznych, reprezentuje dyscyplinę nauki o zarządzaniu i jakości. Specjalizuje się m.in. przedsiębiorczości imigrantów, projektowaniu organizacji, kulturowych uwarunkowaniach procesów zarządzania i działaniach przedsiębiorczych, projektowaniu i rozwoju organizacji. W badaniach wykorzystuje przede wszystkim metody jakościowe.

## Życiorys
Liceum ukończyła w Tarnowie. Absolwentka Wydziału Zarządzania Uniwersytetu Warszawskiego (1996). W 2001 uzyskała doktorat z nauk ekonomicznych w zakresie nauk o zarządzaniu na podstawie pracy Społeczne i kulturowe aspekty zmian organizacyjnych na przykładzie radia publicznego (promotorka: Monika Kostera). Habilitowała się w 2009, na podstawie książki Kulturowe uwarunkowania przedsiębiorczości w Polsce. W 2015 otrzymała tytuł profesora nauk ekonomicznych w zakresie nauk o zarządzaniu.
Od 1997 do 2005 wykładała w obecnej Akademii Leona Koźmińskiego. Od 2001 związana z Wydziałem Zarządzania UW, od 2011 jako profesor nadzwyczajna, a następnie profesor (2015) i profesor zwyczajna (2018). W 2024 rozpoczęła pracę na Wydziale Zarządzania i Komunikacji Społecznej Uniwersytetu Jagiellońskiego. Pełni lub pełniła liczne funkcje, m.in. przewodniczącej Rady Centrum Transferu Technologii i Wiedzy UW (od 2022), prodziekan ds. nauki i relacji WZ UW (kadencja 2016–2020), członkini Zespołu doradczego do oceny wniosków o przyznanie stypendiów ministra właściwego do spraw szkolnictwa wyższego i nauki dla studentów i wybitnych młodych naukowców,  Centralnej Komisji ds. Stopni i Tytułów (2017–2020, Sekcja I), Komitetu Nauk Organizacji i Zarządzania PAN (kolejne kadencje od 2015), Komisji Zarządzania Mediami PAU, Rady Naukowej CENT UW (Centrum Nowych Technologii; 2012–2016), Rady Naukowej Ośrodka Badań nad Przedsiębiorczością PARP (od 2013), Zarządu międzynarodowej organizacji naukowej SCOS (kadencja 2011–2013).
Zasiada lub zasiadała w redakcjach i radach redakcyjnych licznych pism, m.in. Journal of Organizational Change Management, European Management Review, Problemów Zarządzania, Studia i Materiały, Journal of Enterprising Communities: People and Places, European Management Studies.
Otrzymała kilkanaście nagród indywidualnych Rektora UW oraz Dziekana Wydziału Zarządzania UW za działalność badawczą. Stypendystka Fulbrighta, Senior Researcher award (2011/12) oraz Fundacji na rzecz Nauki Polskiej dla młodych naukowców (2003).